# Amy Aela

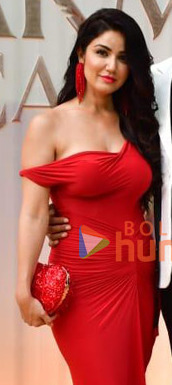
Amy Aela, 2025

Amy Aela (Hindi एमी ऐला; geb. am 19. April 1988 in Allahabad, Uttar Pradesh) ist eine indisch-australische Schauspielerin und Influencerin.

## Leben
Im indischen Allahabad geboren, wanderte Aela in ihrer Kindheit mit ihrer Familie nach Australien aus, wo sie aufwuchs. Aela ist Managerin eines australischen Unternehmens und Influencerin. 2020 kehrte sie nach Indien zurück, wo sie eine Schauspielkarriere begann.

## Filmografie

### Filme und Fernsehserien
- 2022: Runway 34
- 2022: Karm Yuddh (Fernsehserie)
- 2022: Good Bad Girl (Fernsehserie)
- 2022: Govinda Naam Mera
- 2023: Bloody Daddy
- 2024: Karmma Calling (Fernsehserie)
- 2024: 100 Crores
- 2025: Oops Ab Kya (Fernsehserie)

### Musikvideos
- 2020: Mellow D: Dil Kissko Du
- 2020: Romy & Asees Kaur: Tu Lagdi Ferrari
- 2024: Who's That Girl? (Guru Randhawa & Ikka)